# Zsigmond Kemény

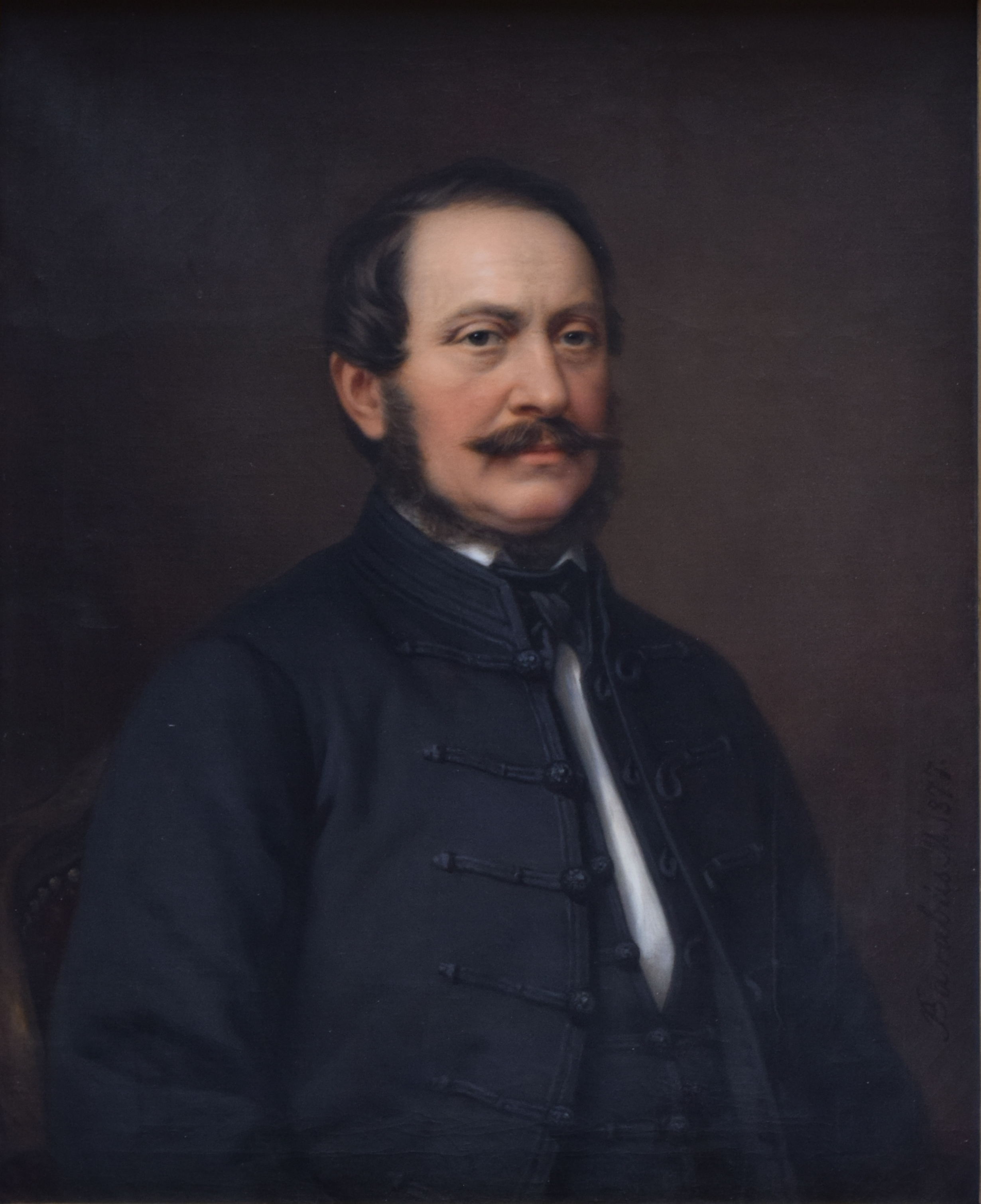
Zsigmond Kemény auf einem Gemälde von Miklós Barabás

Zsigmond Baron Kemény von Magyargyerőmonostor (auch Sigmund Kemény, * 12. Juni 1814 in Alvinc, Komitat Alsó-Fehér; † 22. Dezember 1875 in Pusztakamarás, Komitat Kolozs) war ein ungarischer Schriftsteller, Publizist und Politiker. Er war Präsident der Kisfaludy-Gesellschaft und Mitglied im Vorsitz der Ungarischen Akademie der Wissenschaften.

## Leben
Kemény entstammte einer alten ungarischen Adelsfamilie aus Siebenbürgen. Nach kurzer Tätigkeit beim Gubernator von Siebenbürgen ging Kemény nach Wien und studierte bis 1840 Naturwissenschaften und Medizin. Anschließend wurde er 1841 Redakteur bei der politischen Zeitung „Erdélyi Híradó“ in Kolozsvár. Zunächst noch Anhänger der Reformpolitik von István Széchenyi, schloss er sich 1846 den Zentralisten unter József Eötvös an. Im Folgejahr zog Kemény nach Pest und wurde Redakteur der „Pesti Hírlap“. 
Während der Ungarischen Revolution 1848/1849 war Zsigmond Kemény parteiloser Landtagsabgeordneter für den Wahlkreis Nagysomkút im Distrikt Kővár. Später schloss er sich der Békepárt (Friedenspartei) an und verfasste Flugblätter gegen die Revolution. 1849 wurde er unter Bertalan Szemere Ministerialrat und befasste sich besonders mit der Kodifikation. Hierfür wurde er anschließend vor ein Kriegsgericht gestellt. Nach der Revolution wurde er Unterstützer der Politik von Ferenc Deák und wurde 1855 Redakteur bei der Tageszeitung „Pesti Napló“. 1860 wurde er Mitglied der Kisfaludy-Gesellschaft und wurde als Nachfolger von József Eötvös 1866 deren Präsident. Beim 1865 einberufenen Landtag wurde Kemény als Mitglied der Deák Párt (Deák-Partei) zum Abgeordneten des Wahlkreises Pest II gewählt. Nach dem Ausgleich 1867, zu dem er viel beigetragen hatte, zog sich Kemény aus der Politik, und wegen Überarbeitung auch allmählich von seinem öffentlichen Leben ins Privatleben zurück. Er lebte fortan auf dem Gut seines Bruders János in Pusztakamarás, wo er 1875 starb.